# 卡斯特尔菲奥伦蒂诺
卡斯特尔菲奥伦蒂诺（義大利語：Castelfiorentino），是意大利托斯卡纳大区佛罗伦萨广域市的一个市镇。总面积66.56平方公里，人口17937人，人口密度269.5人/平方公里（2009年）。ISTAT代码为048010。

## 友好城市
- 法國 盖布维莱尔